# Andrzej Bręborowicz
Andrzej Bręborowicz (ur. 22 marca 1954 we Wrocławiu) – polski patofizjolog, anestezjolog, internista, profesor doktor habilitowany nauk medycznych.

## Życiorys
Studiował na Akademii Medycznej w Poznaniu. Pracować zaczął jako anestezjolog w Klinice Intensywnej Opieki Medycznej tej uczelni. Obronił tam pracę doktorską napisana na podstawie badań poświęconych dializie otrzewnowej. Od 1981 pracował w Zakładzie Patofizjologii. Habilitował się w 1986, rozwijając tematykę pracy doktorskiej. Również w 1981 wygrał konkurs na stypendium naukowe Kanadyjskiej Fundacji Nefrologicznej. W tym czasie rozpoczął współpracę naukową z prof. Dimitriosem Oreopoulosem (Uniwersytet w Toronto). Tytuł profesora uzyskał w 1994. W 1995 otrzymał nagrodę Międzynarodowego Towarzystwa Dializy Otrzewnowej za całokształt dorobku naukowego. W tym samym roku został kierownikiem Katedry Patofizjologii Akademii Medycznej w Poznaniu. Był członkiem Senackiej Komisji ds. Dydaktyki i Rektorskiej Komisji ds. Rozwoju Informatyki poznańskiej Akademii Medycznej. W 1997 otrzymał Nagrodę Naukową Miasta Poznania za wybitne osiągnięcia w zakresie wykorzystania błony otrzewnowej jako błony dializacyjnej w leczeniu chorych z niewydolnością nerek.

## Osiągnięcia
Napisał ponad dwieście prac, z których za najważniejsze uchodzą:
- Funkcja mezotelium jako bariery podczas dializy otrzewnowej (1984 - praca habilitacyjna),
- Toxicity of osmotic solutes on human mesothelial cells in vitro (1992),
- Toxicity of free radicals to mesothelial cells and peritoneal mambrane (1993),
- Biocompatibility of peritoneal dialysis solutions (1996),
- IL-17 stimulates introperitoneal neutrophil infiltration trough the release of GRO & chemokine from mesothelial cells (2000),
- Recommended peritoneal dialisys curriculum for nephrology trainess (2000)[4].